# Mirza Tahir Ahmad

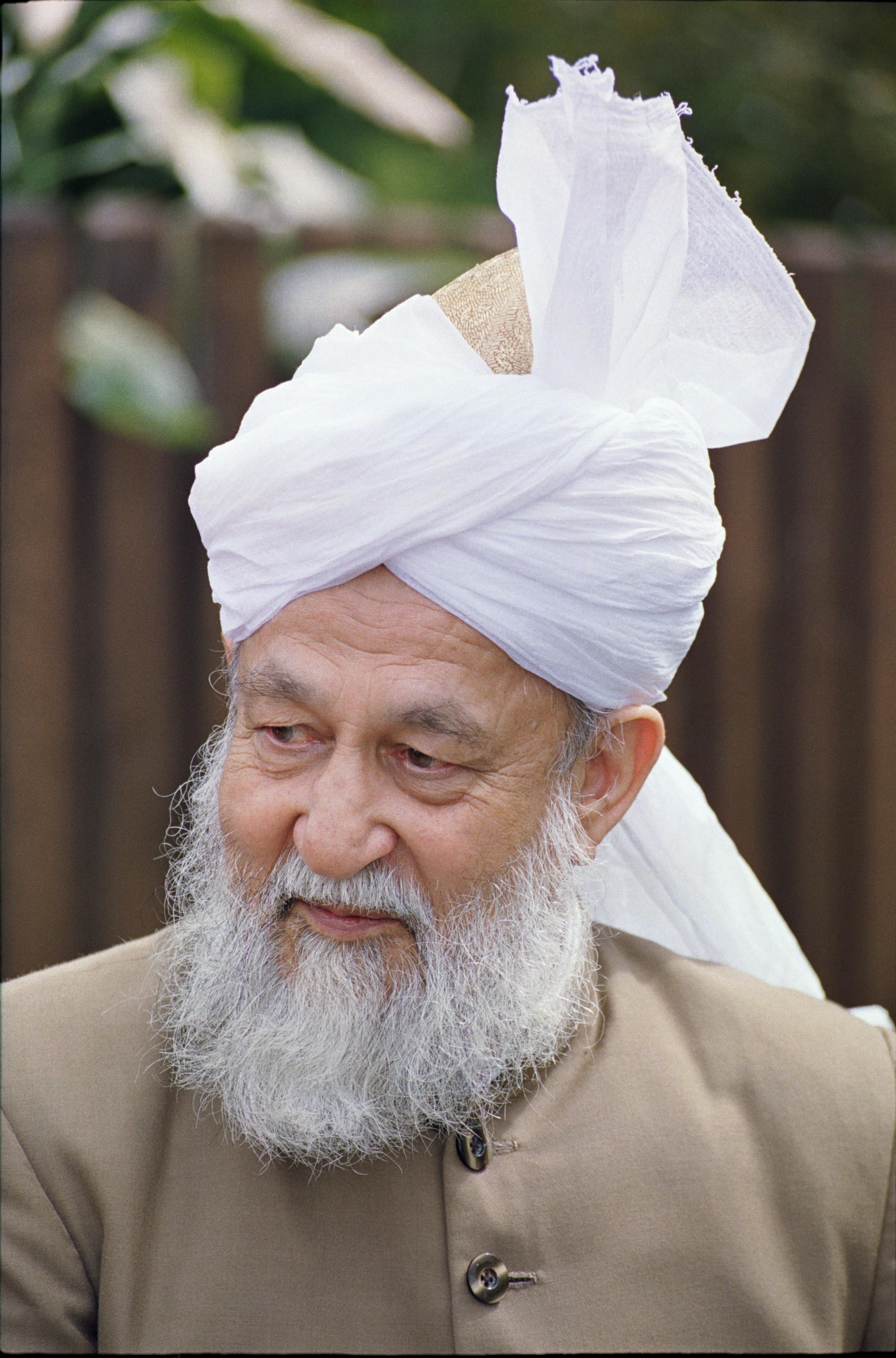
Khalifat ul-Massih IV. in Surrey

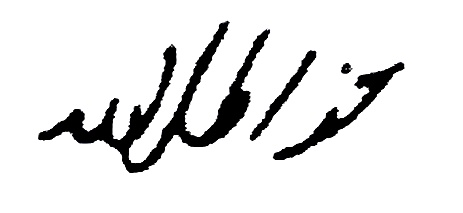
Unterschrift von Mirza Tahir Ahmad

Mirza Tahir Ahmad (Urdu مرزا طا ہر احمد DMG Mīrzā Ṭāhir Aḥmad; geboren am 18. Dezember 1928 in Qadian, Indien; gestorben am 19. April 2003 in London) wurde 1982 in Pakistan zum vierten Khalifat ul-Massih gewählt.

## Leben
Mirza Tahir Ahmad war der Sohn des zweiten Khalifat ul-Massih Mirza Baschir ud-Din Mahmud Ahmad und dessen Frau Syeda Maryam Begum und ein Enkel von Mirza Ghulam Ahmad, dem Begründer der Ahmadiyya. Als Kalif folgte er seinem Halbbruder Mirza Nasir Ahmad.

### Bildung
1944 erlangt Mirza Tahir Ahmad seinen Realabschluss (Matric) an der Taleem-ul-Islam High School. Während der Tage der Abschlussprüfung starb seine Mutter. Anschließend machte er sein Fachabitur (FSc) am Gouvernement College in Lahore. Von 1949 bis 1953 besuchte er die Jamia (Theologische Ausbildungsstätte der Ahmadiyya) und wurde zum Missionar ausgebildet. Er begleitete seinen Vater auf seiner Reise nach England und studierte anschließend an der SOAS und kehrte 1957 nach Rabwah zurück.

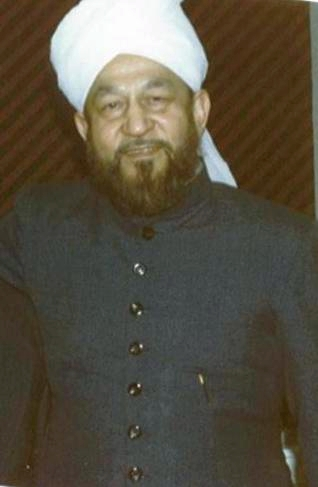
1989 – Mirza Tahir Ahmad besucht Deutschland

### Khalifat
Am 10. Juni 1982 wurde er in der Mubarak-Moschee zu Rabwah zum Khalifat ul-Massih IV. gewählt. Wegen der Verfolgungssituation der Ahmadiyya in Pakistan verlegte er im April 1984 seinen Wohnsitz von Rabwah nach London.
Das von ihm initiierte Waqf-e-Nau Programm bereitet den Nachwuchs für einen Dienst in der Jamaat vor und soll die Zukunft der Gemeinde sichern. Unter seiner Führung wurde der internationale islamische Fernsehsender (MTA) installiert, der auf nichtkommerzieller Basis 24 Stunden am Tag in verschiedenen Sprachen in alle Teile der Erde ausstrahlt. Mirza Tahir Ahmad zufolge sei durch diesen Fernsehsender die Offenbarung wahr geworden, die Mirza Ghulam Ahmad in Qadian, von Allah empfangen habe: „Ich werde deine Botschaft bis ans Ende der Welt tragen.“
Mirza Tahir Ahmad hielt Frage-Antwort-Sitzungen mit Professoren, Intellektuellen, Theologen und einfachen Bürgern ab. Er verfasste zahlreiche Bücher, wie Klaam-e-Tahir (Gedichtsbuch in Urdu), „Revelation, Rationality, Knowledge and Truth“ und „Murder in the Name of Allah“ und eine neue Übersetzung des Korans in Urdu. Er beschäftigte sich auch mit Homöopathie. Berichten  zufolge heilte er viele chronisch Kranke durch seine homöopathische Behandlung. Basierend auf seinen Lektionen auf MTA zur Homöopathie verfassten einige Ahmadi-Muslime ein Buch darüber.

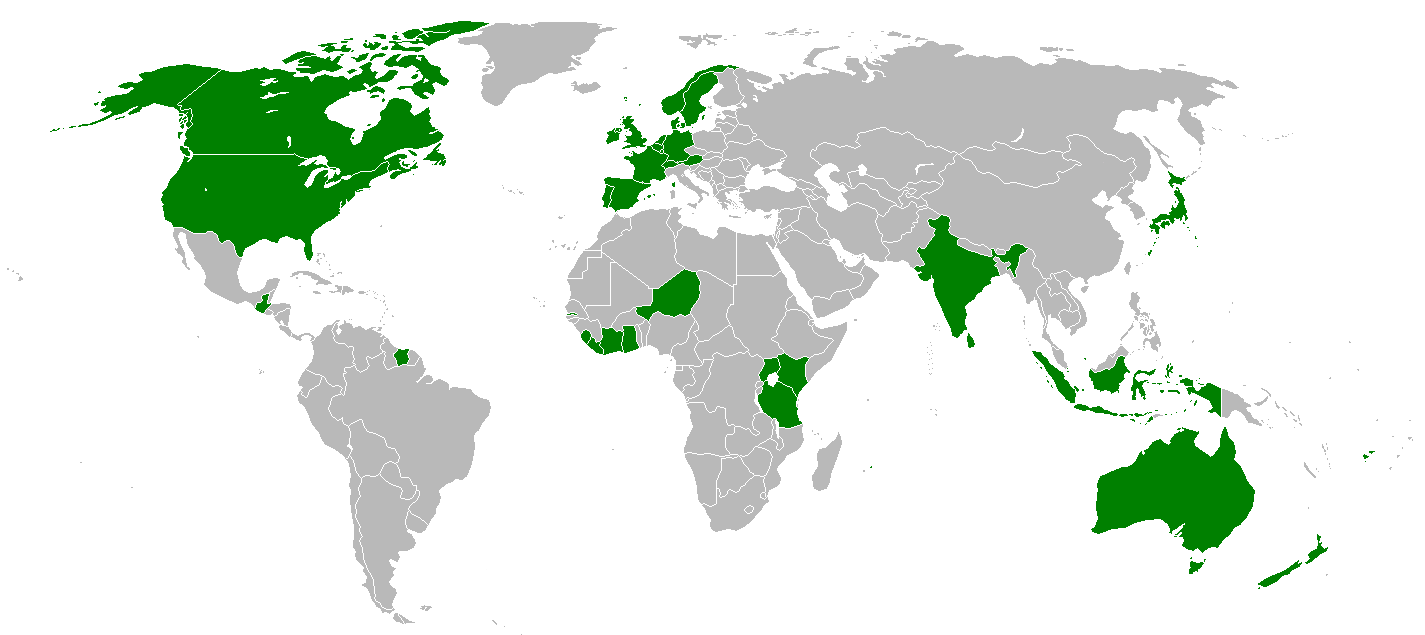
Auslandsbesuche als Kalif

### Auslandsbesuche
Am 10. September 1982 weihte er die Bascharat-Moschee in Pedro Abad (Córdoba) ein. Es war der erste Bau einer Moschee in Spanien seit der Vertreibung der Mauren vor 800 Jahren. Den Grundstein für die erste Moschee der Ahmadiyya in Australien legte er am 30. September 1983. Die ersten Missionen wurden von ihm nach Südamerika entsandt. Hunderte von neuen Moscheen wurden in Afrika und weltweit eingerichtet. Auf seinen vielen Missionsreisen besuchte er zahlreiche Länder, wie Australien, Neuseeland, USA, Kanada und Westafrika. Anlässlich des 100-jährigen Jubiläums der Ahmadiyya 1989 verkündete er auf der Jalsa Salana Deutschland das 100-Moscheen-Projekt für Deutschland.

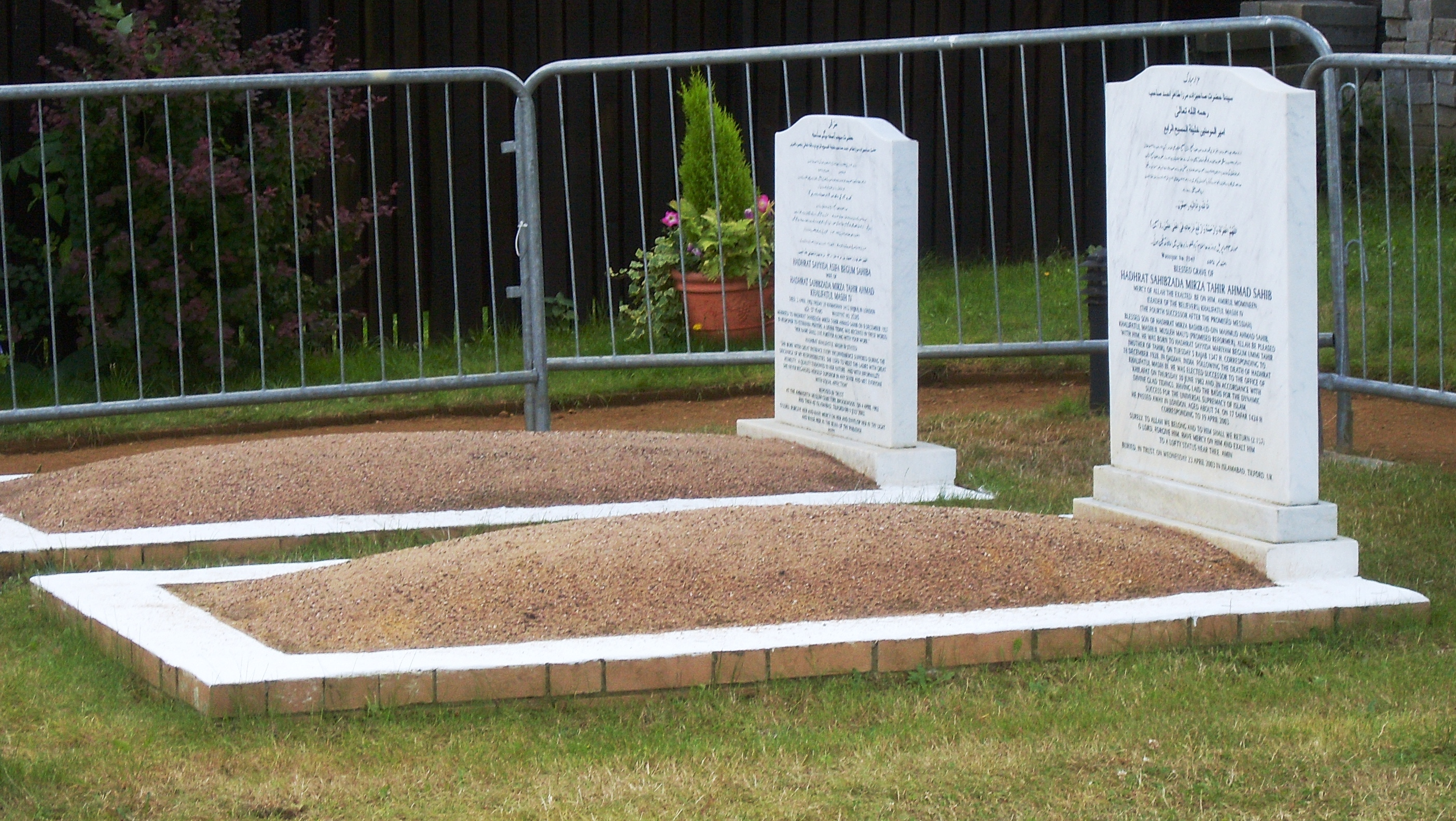
Grab des 4. Kalifen und seiner Frau in Islamabad, Tilford, Surrey in Großbritannien

### Tod
Nach seinem Ableben wurde er in der Fazl-Moschee zu London aufgebahrt. Zehntausende Gläubige nahmen dort von ihm Abschied. Die Regierung Großbritanniens öffnete trotz Ostermontag ihre Botschaften. Am 23. April 2003 wurde sein Leichnam nach Islamabad (Tilford) überführt. Dabei wurde der Autokorso von 16 Motorrädern und einem Hubschrauber der englischen Polizei eskortiert und live im MTA übertragen. Beim Totengebet in Islamabad, das von seinem Nachfolger Mirza Masroor Ahmad geleitet wurde, sollen nach Schätzung der Polizei rund 25–30.000 Menschen anwesend gewesen sein.

## Mubahala
Auch unter Mirza Tahir Ahmad setzte die AMJ die Auseinandersetzung mit ihren Gegnern mit dem Mittel der Mubahala fort. Am 12. Juni 1988 verkündete er nach Darstellung der Ahmadiyya eine Mubahala gegen Mohammed Zia ul-Haq, den ehemaligen Präsident von Pakistan. Zia-ul-Haq, der geschworen hatte, das „Krebsgeschwür Ahmadiyyat“ auszurotten, und dessentwegen Tahir Ahmad aus Pakistan  fliehen musste, kam am 17. August 1988 durch einen nicht geklärten Absturz seiner Militärmaschine zu Tode. Dieses Ereignis wurde gemeindeintern als Beweis für den Wahrheitsanspruch der AMJ aufgefasst.

## Artikel und Vorträge
- Botschaft zur Hundertjahrfeier (100 Jahre Ahmadiyya Muslim Jamaat 1889–1989)
- Rationalität – Offenbarung – Erkenntnis – Ewige Wahrheit. Vortrag gehalten am 4. Juni 1987 in der Aula der Universität Zürich
- Politischer Friede. Antwort auf die Krise der Politik. (deutsch in: Weißes Minarett, September/November 1998)
- Wiederbelebung von Religion. (deutsch in: Weißes Minarett, 2000/2001)

## Werke
- 1989: Murder in the Name of Allah. Islam International Publications, ISBN 978-0-7188-2779-3
- 1992: The Gulf Crisis & The New World Order. Islam International Publications, ISBN 978-1-882494-00-2
- 1992: Islam’s Response to Contemporary Issues. Islam International Publications, ISBN 1-85372-888-8
- 1994: Christianity – a Journey from Facts to Fiction. Islam International Publications, ISBN 978-1-85372-551-7
- 1996: Absolute Justice, Kindness and Kinship. Islam International Publications, ISBN 978-1-85372-567-8
- 1998: Revelation, Rationality, Knowledge and Truth. Islam International Publications, ISBN 978-1-85372-640-8
- 1999: Homeopathy (auf Urdu). Islam International Publications, ISBN 978-1-85372-668-2